# Júlio Andrade
Júlio Andrade (Porto Alegre, 8 d'octubre de 1976) és un actor i director brasiler. Ha rebut nombrosos premis, inclòs un Grande Otelo, tres Premis APCA, un Premi Guarani i un Kikito del Festival de Gramado, a més d'haver rebut una nominació al Prêmio Arte Qualidade Brasil, una nominació als Premis Platino i dues nominacions al Premi Emmy Internacional al millor actor per la seva actuació a la sèrie 1 contra todos.

## Carrera
Va començar a actuar per a televisió a la minisèrie Luna Caliente. Després, a Porto Alegre participant en diverses minisèries de RBS TV i la companyia de teatre de Porto Alegre, "Depósito de Teatro", actuant en obres com Macbeth dirigida per Patrícia Fagundes ; Bailei na Curva, de Júlio Contee; O Pagador De Promessas, de Dias Gomes; Auto da Compadecida dirigida per Roberto Oliveira; i Menino Maluquinho dirigit per Adriane Motolla.
El 2017 va ser nominat al Premi Emmy Internacional al millor actor pel seu paper a la sèrie 1 contra todos, pel qual serà novament nominat el 2018.

## Vida personal
Fill de César da Silva i Ângela Rosana Andrade da Silva, trrballa principalment sl cinema. Està casat amb Elen Cunha i té un fill amb ella que es diu Joaquim. Andrade també és el pare de l'Antônia, fruit d'una relació anterior. És germà de l'actor Ravel Andrade

## Filmografia

### Cinema
| Any  | Títol                                     | Personatge                | Nota         |
| ---- | ----------------------------------------- | ------------------------- | ------------ |
| 1998 | Velinhas                                  | Julinho                   | Curtmetratge |
| 2000 | Quem?                                     |                           | Curtmetratge |
| 2000 | Tolerância                                | Entregador de pizza       |              |
| 2001 | Final                                     |                           | Curtmetratge |
| 2002 | Mopia                                     | Jove                      | Curtmetratge |
| 2003 | O Homem que Copiava                       | Feitosa                   |              |
| 2004 | Meu Tio Matou um Cara                     | Detetive                  |              |
| 2005 | Sal de Prata                              | Holmes                    |              |
| 2006 | Wood & Stock: Sexo, Orégano e Rock'n'Roll | Overall                   | Doblatge     |
| 2006 | Batismo de Sangue                         | Delator                   |              |
| 2006 | A Domicílio                               | Entregador de pizza       | Curtmetratge |
| 2006 | Sketches                                  |                           | Curtmetratge |
| 2007 | Cão sem Dono                              | Ciro                      |              |
| 2007 | 3 Efes                                    | Policial                  |              |
| 2007 | Um Dia Como Hoje                          |                           | Curtmetratge |
| 2009 | Mira                                      | Fotógrago                 | Curtmetratge |
| 2009 | Hotel Atlântico                           | Artista                   |              |
| 2011 | Homens de Bem                             | Betinho                   |              |
| 2012 | Gonzaga - de Pai pra Filho                | Gonzaguinha               |              |
| 2012 | Nove Crônicas Para um Coração aos Berros  | Júlio                     |              |
| 2012 | A Hora e a Vez de Augusto Matraga         | Flosino Capeta            |              |
| 2013 | Éden                                      | Wagner                    |              |
| 2013 | Serra Pelada                              | Joaquim                   |              |
| 2014 | Não Pare na Pista                         | Paulo Coelho              |              |
| 2014 | Obra                                      | Mestre da obra            |              |
| 2014 | Entre Nós                                 | Cazé                      |              |
| 2014 | Trash                                     | Chico                     |              |
| 2015 | A Estrada 47                              | Tenente                   |              |
| 2015 | Entrando Numa Roubada                     | Eric                      |              |
| 2016 | Reza a Lenda                              | Galego Lorde              |              |
| 2016 | Elis                                      | Lennie Dale               |              |
| 2016 | Redemoinho                                | Gildo                     |              |
| 2016 | Sob Pressão                               | Dr. Evandro Moreira       |              |
| 2016 | Maresia                                   | Emilio Vega / Gaspar Dias |              |
| 2017 | Malasartes e o Duelo com a Morte          | Morte                     |              |
| 2018 | Paraíso Perdido                           | Ângelo da Silva           |              |
| 2018 | Todas as Canções de Amor                  | Daniel                    |              |
| 2020 | Aos Olhos de Ernesto                      | Ramiro                    |              |

### Televisió
| Any     | Títol                      | Personatge                    | Nota                           |
| ------- | -------------------------- | ----------------------------- | ------------------------------ |
| 1999    | Luna Caliente              | Tenente                       | Episodi: "15 de dezembro"      |
| 2000    | Vidas Prestadas            | Adrián González Chávez        |                                |
| 2001    | Contos de Inverno          | Ernesto                       |                                |
| 2002    | Histórias Curtas           | Ladrão                        | Episodi: "Orangotangos"        |
| 2006    | Carga Pesada               | Vicente                       | Episodi: "Refém"               |
| 2007    | A Grande Família           | Lisboa                        | Episodi: "Operação Barata Voa" |
| 2007    | Amazônia                   | João Maia                     |                                |
| 2008    | Ciranda de Pedra           | Patrício Tomaz                |                                |
| 2009    | Caminho das Índias         | Sócio de Bahuan               | Episodis: "10–16 de abril"     |
| 2009    | Por Toda a Minha Vida      | Raul Seixas                   | Episodi: "Raul Seixas"         |
| 2010    | Passione                   | Arthur Peixoto (Arthurzinho)  |                                |
| 2011    | Oscar Freire 279           | Beto                          |                                |
| 2011    | Força-Tarefa               | Luciano                       | Episodi: "8 de dezembro"       |
| 2014    | Doce de Mãe                | Ignácio                       | Episodi: "30 de janeiro"       |
| 2014    | A Teia                     | Charles                       |                                |
| 2014    | O Rebu                     | Oswaldo Pamplona              |                                |
| 2016    | Justiça                    | Firmino Maia                  |                                |
| 2016–20 | 1 contra todos             | Carlos Eduardo Fortuna (Cadu) |                                |
| 2017–   | Sob Pressão                | Dr. Evandro Moreira           | Também diretor                 |
| 2019    | Amor de Mãe                | Sinésio Viana                 | Episodis: "25–29 de novembro"  |
| 2020    | Sob Pressão: Plantão Covid | Dr. Evandro Moreira           |                                |

## Premis i nominacions
| Any  | Premi                                      | Categoria                                               | Treball                                    | Resultat  |
| ---- | ------------------------------------------ | ------------------------------------------------------- | ------------------------------------------ | --------- |
| 2000 | Prêmio Tibicuera de Teatro Infantil        | Millor actor                                            | O Menino Maluquinho                        | Guanyador |
| 2000 | Prêmio APTC de Cinema Gaúcho               | Millor actor                                            | Quem?                                      | Guanyador |
| 2000 | Prêmio Açorianos de Teatro                 | Millor actor secundari                                  | O Pagador de Promessas                     | Nominat   |
| 2001 | Festival de Gramado                        | Millor actor de curtmetratge                            | Final - Trilogia do Amor Em 16mm - Parte 1 | Guanyador |
| 2003 | Prêmio APTC de Cinema Gaúcho               | Millor actor                                            | Miopia                                     | Guanyador |
| 2007 | Festival de Cinema Agulhas Negras          | Millor actor                                            | Cão Sem Dono                               | Guanyador |
| 2008 | Festival de Gramado                        | Millor actor de Mostra Gaúcha                           | Um Dia Como Hoje                           | Guanyador |
| 2008 | Prêmio Qualidade Brasil                    | Millor actor revelació                                  | Ciranda de Pedra                           | Nominat   |
| 2010 | Melhores do Ano                            | Millor actor revelació                                  | Passione                                   | Nominat   |
| 2010 | Prêmio Quem de Televisão                   | Millor actor secundari                                  | Passione                                   | Nominat   |
| 2012 | Troféu APCA                                | Millor actor                                            | Gonzaga - de Pai pra Filho                 | Guanyador |
| 2013 | Grande Prêmio do Cinema Brasileiro         | Millor actor                                            | Gonzaga - de Pai pra Filho                 | Guanyador |
| 2013 | Festival do Rio                            | Millor actor                                            | Entre Nós                                  | Guanyador |
| 2013 | Prêmio Botequim Cultural                   | Millor actor                                            | Serra Pelada                               | Guanyador |
| 2014 | Prêmio Quem de Televisão                   | Millor actor secundari                                  | O Rebu                                     | Nominat   |
| 2014 | 7º Festival de Cinema da Lapa              | Millor actor                                            | Não Pare na Pista                          | Guanyador |
| 2015 | 5º Festival Brasil de Cinema Internacional | Millor actor                                            | Não Pare na Pista                          | Guanyador |
| 2016 | Cine Ceará                                 | Millor actor                                            | Maresia                                    | Guanyador |
| 2016 | Festival do Rio                            | Millor actor                                            | Redemoinho / Sob Pressão                   | Guanyador |
| 2016 | Troféu APCA                                | Millor actor                                            | Sob Pressão                                | Guanyador |
| 2016 | Prêmio Quem de Cinema                      | Millor actor                                            | Sob Pressão                                | Nominat   |
| 2017 | 43º Festival Sesc Melhores Filmes          | Millor actor                                            | Sob Pressão                                | Nominat   |
| 2017 | Prêmio Emmy Internacional                  | Millor actor                                            | 1 Contra Todos                             | Nominat   |
| 2017 | Troféu APCA                                | Millor actor                                            | 1 Contra Todos / Sob Pressão               | Guanyador |
| 2017 | Melhores do Ano                            | Millor actor de Série                                   | Sob Pressão                                | Guanyador |
| 2017 | Prêmio Extra de Televisão                  | Millor actor                                            | Sob Pressão                                | Nominat   |
| 2017 | Prêmio Contigo! Online                     | Millor actor de Série                                   | Sob Pressão                                | Guanyador |
| 2018 | Festival Internacional FIPA da França      | Millor actor                                            | Sob Pressão                                | Guanyador |
| 2018 | Prêmio Extra de Televisão                  | Millor actor                                            | Sob Pressão                                | Nominat   |
| 2018 | 12° Prêmio Fiesp/Sesi-SP de Cinema e TV    | Millor actor de Sèrie                                   | Sob Pressão                                | Nominat   |
| 2018 | Premis Platino                             | Millor actor de Sèrie                                   | 1 contra todos                             | Nominat   |
| 2018 | Prêmio Emmy Internacional                  | Millor actor                                            | 1 contra todos                             | Nominat   |
| 2018 | 44º Festival Sesc de Cinema                | Millor actor                                            | Malasartes e o Duelo com a Morte           | Nominat   |
| 2018 | Troféu APCA                                | Millor actor                                            | 1 contra todos / Sob Pressão               | Nominat   |
| 2019 | Brazilian Film Festival of Miami           | Millor actor                                            | Todas as Canções de Amor                   | Nominat   |
| 2019 | Melhores do Ano                            | Millor actor de Série                                   | Sob Pressão                                | Guanyador |
| 2019 | Troféu APCA                                | Millor actor de Televisão                               | Sob Pressão                                | Nominat   |
| 2019 | Prêmio F5                                  | Millor actor de Série Dramática                         | Sob Pressão                                | Guanyador |
| 2019 | Troféu UOL TV e Famosos                    | Millor actor                                            | Sob Pressão                                | Nominat   |
| 2019 | Prêmio Contigo! Online                     | Millor actor de Série ou minissérie                     | Sob Pressão                                | Nominat   |
| 2019 | Prêmio The Brazilian Critic                | Millor actor em Série de Drama                          | Sob Pressão                                | Guanyador |
| 2019 | Melhores do Ano NaTelinha                  | Millor actor                                            | Sob Pressão                                | Nominat   |
| 2020 | Séries em Cena Awards                      | Millor actor Nacional                                   | 1 Contra Todos                             | Nominat   |
| 2020 | Prêmio The Brazilian Critic                | Millor actor em Série de Drama                          | 1 Contra Todos                             | Nominat   |
| 2020 | Prêmio Contigo! Online                     | Millor actor de Série                                   | Sob Pressão: Plantão Covid                 | Nominat   |
| 2020 | SB Awards                                  | Millor actor Brasileiro                                 | Sob Pressão: Plantão Covid                 | Nominat   |
| 2020 | Splash Awards                              | Millor actor                                            | Sob Pressão: Plantão Covid                 | Nominat   |
| 2020 | Troféu APCA                                | Millor actor                                            | Sob Pressão: Plantão Covid                 | Nominat   |
| 2020 | Melhores do Ano NaTelinha                  | Millor actor                                            | Sob Pressão: Plantão Covid                 | Guanyador |
| 2020 | Melhores do Ano Minha Novela               | Millor actor de Série/Minissérie                        | Sob Pressão: Plantão Covid                 | Guanyador |
| 2021 | Festival Sesc Melhores Filmes              | Millor actor Nacional                                   | Aos Olhos de Ernesto                       | Nominat   |
| 2021 | Premis Platino                             | Millor Interpretació Masculina en Minisèrie o Telesèrie | 1 contra todos                             | Nominat   |
| 2021 | Prêmio F5                                  | Millor actor de sèrie                                   | Sob Pressão                                | Guanyador |
| 2021 | Melhores do Ano                            | Ator de Série, Minissérie ou Seriado                    | Sob Pressão                                | Guanyador |
| 2021 | Prêmio Contigo! Online                     | Millor actor de Série                                   | Sob Pressão                                | Nominat   |